# 美少女萬華鏡 -被詛咒的傳說少女-
《美少女萬華鏡 -被詛咒的傳說少女-》，下稱《被詛咒的傳說少女》，是ωstar在2011年12月29日發售的戀愛冒險類型日本成人遊戲，亦是《美少女万华镜》系列的首部作品。Android版於2016年9月1日公開。
《被詛咒的傳說少女》只有一條劇情路線，當中擁有一系列預先設定的場景和人物互動。其主要聚焦於女主角篝之霧枝跟玩家角色的互動，並重點刻畫了角色之間的性行為。整個故事以主角斧神滋比古的視角作切入點。他是個音樂老師，在校園裡愛上了自己的學生兼吸血鬼篝之霧枝。
《被詛咒的傳說少女》的銷量在開售後隨即登上成人遊戲雜誌《PCpress》的日本全國美少女遊戲銷量排行榜第16位；日本美少女遊戲暨動漫相關商品銷售網站Getchu屋的最暢銷遊戲排行榜第8位，在該站亦被票選為2011年12月第6佳的美少女遊戲。

## 遊戲系統

《美少女萬華鏡 -被詛咒的傳說少女-》的遊玩介面，圖中女主角篝之霧枝正在跟斧神滋比古對話

《被詛咒的傳說少女》採取戀愛冒險的遊玩方式，玩家所扮演的是本作的男主角斧神滋比古。基本上玩家在遊玩的時候都需閱覽屏幕上所顯示的文本和聆聽遊戲發出的聲音，用以了解故事情節和人物之間的對話。該些文字會與人物拼合圖和背景一同出现，用以表示滋比古跟誰對話。玩家會在故事中遇見代替背景和人物拼合圖的计算机图形。《被詛咒的傳說少女》只擁有一條劇情分支路線。

本作角色之間的關係亦帶有一定性意味。有關場景包括手交、口交、性交。玩家在某些預設的段落中須選擇行為選項。對話框的下一段文本在做出選擇前並不能夠顯示。玩家必須反覆載入選項頁面並選擇不同的選項，才能夠觀覽它們所觸發的不同劇情。

## 情節
本作的男主角斧神滋比古是個音樂教師兼蘿莉控，他雖在校內受到其他女學生歡迎，但卻不為所動，以把自己的初次性交體驗留給心愛的人——篝之霧枝。霧枝是滋比古的學生，性格傲嬌。滋比古在家訪日當天為自己班的學生進行家訪，他在會見其他學生的家長後，前往霧枝的家，打算从她的家长口中了解霧枝。他按着霧枝的指示前往她的住處，結果卻來到一片荒山野嶺的地方，完全找不到她的家。
第二天他為了此事而去質問霧枝，霧枝於是跟他約定在當晚再來一次家訪。滋比古在當晚又再一次踏入密林，並發現那裡屹立著一幢洋式城堡，霧枝則在城堡中居住。在城堡內，霧枝表示這裡只有她一個人居住，並質問滋比古接近她的動機。他於是向霧枝表白，但卻換來她的嗤笑。霧枝繼因為他的態度和想看看男性射精的樣子，而在一邊吸血的情況下一邊為他手交，並嘗試催眠他，以讓他忘記一切。不過滋比古在第二天於家中醒來後，沒忘記昨天的一切。他在看到霧枝吸血後被其他學生質問，並以力量讓他們忘記這事後，意識到她是吸血鬼。
霧枝接着再跟滋比古接觸，發現自身的力量對他無效，滋比古繼自願讓自己成為霧枝的食糧，定期被她吸血。沒過幾天，滋比古便向霧枝提出性方面的要求，但遭拒絕。滋比古一怒之下決定以十字架削弱霧枝的力量，脅迫她與自己性交。滋比古完事後被霧枝追殺，不過霧枝卻沒下殺手。因為她認為滋比古能填補自己活了300年的寂寞，再加上她剛發現精液能替代血液，成為自己的糧食。於是她便讓滋比古留在自己的家，開始與他的榨精生活。霧枝在這樣的生活開始後亦愈來愈喜歡跟滋比古進行各種性行為。
滋比古在被霧枝不斷榨精的情況下，變得愈來愈虛弱。使得他在校內無心教書，終被開除。他及後亦因為恍神而在馬路被車撞到，送到醫院治療。他在手術室化為靈魂後，要求能看到他的霧枝吸光他的血。霧枝則反過來咬傷自己的嘴唇，以親吻的方式讓滋比古吸下自己的血，使之變成吸血鬼，並在過程中表達對他的愛意。在此之後，霧枝亦繼續教導他有關吸血鬼的事。

## 開發
《被詛咒的傳說少女》由ωstar負責開發。它的劇本由撰寫，八寶備仁則負責策劃和描畫原畫。背景音樂由秋山裕和及むにょっ共同擔當。片尾曲則由獻唱。
製作團隊原定把《勿忘草與永遠的少女》定為系列的首部作品，不過及後發現它的劇本有着很大擴充空間。故即使插畫大致已經完成，也決定把它延期開售，改把《被詛咒的傳說少女》定為系列的第一作，八寶備認為後者製作較為輕鬆，劇本也較不複雜。製作團隊為了讓玩家覺得霧枝「很可愛」，而在她的用詞和語調上思考了一番，以帶出「感情豐富的傲嬌」的感覺。八寶備為此讚揚了霧枝的聲優青空檸檬，認為她配得很好。
八寶備曾考慮過把霧枝畫成巨乳的樣子，但他認為與乳房相比，角色的可愛度才是暢銷與否的重點，故在設計霧枝的乳房大小時亦以此一方向思考，最終把她畫成貧乳。他在繪製霧枝的色情場景時，則會注重以她整個身體來表達色情感。

## 宣傳發行
ωstar在2011年9月開設了本作的官方網站，同時在YouTube上公開宣傳影片。它及後亦在11月19日和12月17日推出兩段的宣傳影片。初回版在12月29日開售，同時相容Windows XP/vista/7。預約者在當天可獲贈附有本作畫師繪圖的文件夾。通常版在次年2月27日推出。3月23日，ωstar公開本作的完整付費下載版。Android版則於2016年9月1日經DMM發售。
廠商推出了幾款與霧枝相關的人偶。Magicbullet在2017年決定推出1/7比例的霧枝黑连衣裙裝模型。SkyTube在2018年公佈它將會推出霧枝的1/6比例连衣裙裝模型。除此之外，ωstar亦推出了以霧枝為主題的抱枕套和掛毯。

## 評價

### 排名
根據成人遊戲雜誌《PCpress》的統計，在發售當月（12月），它於日本全國美少女遊戲銷量當中排在16位，到了次月亦排在銷量排行榜的第20位。2月則排在第38位。它在次作《勿忘草與永遠的少女》推出後形容，《被詛咒的傳說少女》維持了一段長時間的人氣。成人遊戲雜誌《BugBug》的Kotoro（ことろ）指出，《被詛咒的傳說少女》在成人遊戲玩家圈子內具有一定人气，致使初回版在開售沒多久便全數售出，通常版亦因為在市面上暢銷而需要再版。
《被詛咒的傳說少女》在日本美少女遊戲暨動漫相關商品銷售網站Getchu屋的2011年12月最暢銷遊戲排行榜上排行第8位。到了次年1月亦躋身於排行榜的13位。《被詛咒的傳說少女》在Getchu屋亦被票選為2011年12月第6佳的美少女遊戲。

### 評論
評論者對本作的電腦圖形和色情場景表示好評。Kotoro表示，偏向陰暗風格的電腦圖形令他感到色情。Media Clip的Suno同樣讚揚电腦图形「很美麗」。不過其數量則獲得褒貶不一的評價。雖然Kotoro認為數量充足，但Suno則表示其數量「不是很多」，並建議八寶備仁在下一部作品加入更多的電腦圖形。
Kotoro和Suno皆把它跟其他低價作作比較，並得出本作質量較為傑出的結論。Kotoro對本作的音樂和腳本給予好評，認為它們的質量「堪比全價作」。Suno指出其他低價作不少皆沒交代主角間的關係轉變，但這部作品則相反，故其品質優於前者。Kotoro亦提到與霧枝一起靠性行为來增進情感是本作的亮点。
霧枝的人物設計亦獲得稱讚。評論者認為這個角色的傲嬌性格令之更可愛。此外Kotoro亦讚揚青空檸檬的表現，表示她能「帶出霧枝的魅力」。但卻认为她的相關台詞夾雜太多下流對白，容易讓人生厭。

## 外部連結
- 官方网站 （日語）
- 《美少女萬華鏡 -被詛咒的傳說少女-》在視覺小說數據庫的頁面 （英文）